# Otto Thiel (Fußballspieler)
Otto Willi Thiel (* 23. November 1891 in Berlin; † 10. Juli 1913 ebenda) war ein deutscher Fußballspieler.

## Karriere

### Vereine
Der schnelle und torgefährliche linke Flügelstürmer gewann mit seinem Heimatverein BFC Preussen zweimal in den Jahren 1910 und 1912 die Berliner Meisterschaft. 1910 mit sechs Punkten Vorsprung gegenüber Viktoria 89 und 1912, nach dem Zusammenschluss der Verbände, in zwei Meisterschaftsendspielen (2:1, 2:1) gegen den deutschen Meister des Jahres 1911, FC Viktoria 89, mit deren Nationalspielern Helmut Röpnack, Willi Knesebeck, Paul Hunder, Otto Dumke und Willi Worpitzky. In den Endrunden um die deutsche Fußballmeisterschaft schied Thiel jeweils mit seinem Verein gegen Holstein Kiel aus: 1910 nach einer 1:4- und 1912 durch eine 1:2-Niederlage. Mit der Berliner beziehungsweise Brandenburger Auswahl zog der Angreifer 1910 und 1912 jeweils in das Finale im Wettbewerb um den Kronprinzenpokal ein. In beiden Jahren setzte sich Süddeutschland im Endspiel mit 6:5 Toren durch. Thiel war auch in der Offensive ein Leistungsträger in der Berliner Stadtauswahl.

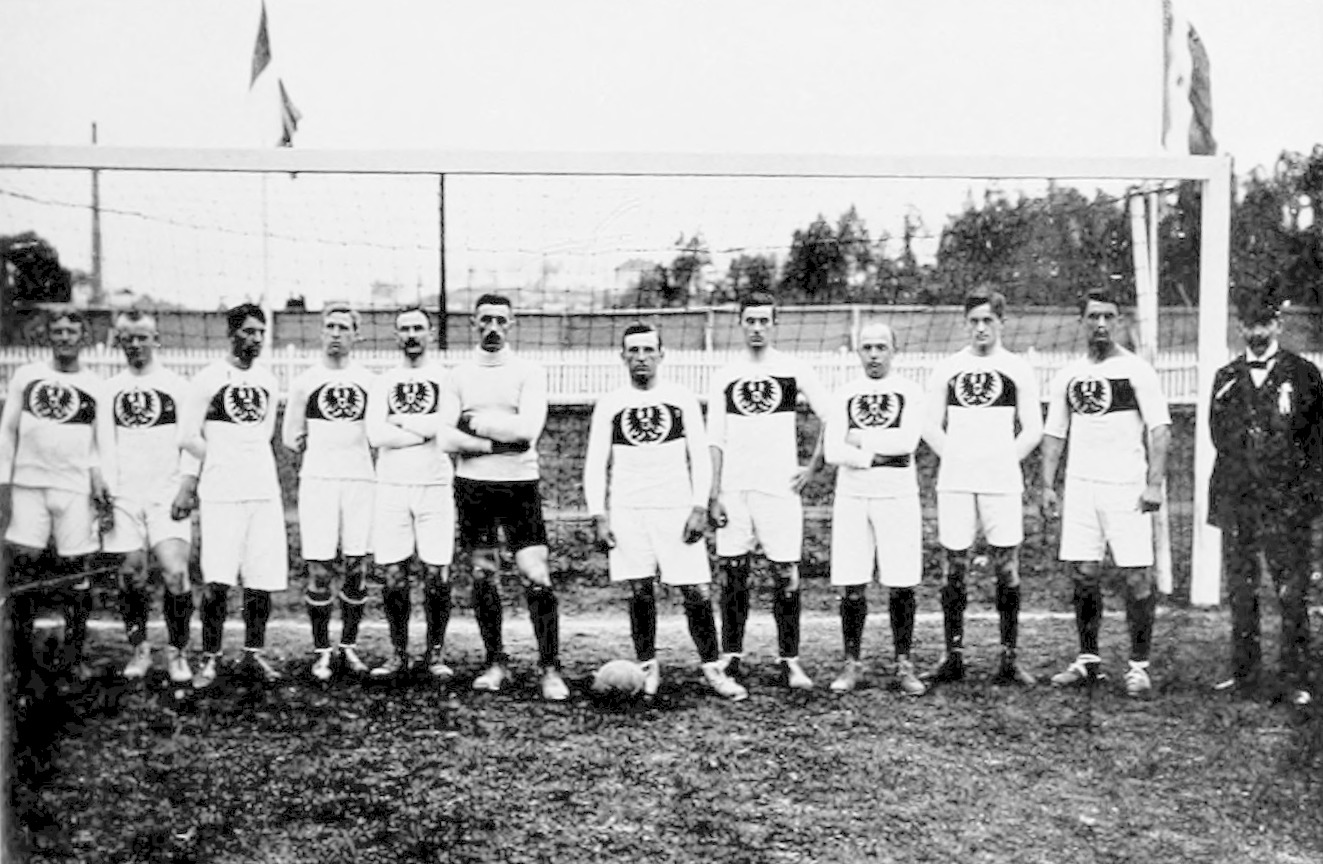
Otto Thiel (4. v. l.) mit der
deutschen Fußballnationalmannschaft am 1. Juli 1912

### Nationalmannschaft
Der Außenstürmer des BFC Preußen (damalige Schreibweise) absolvierte 1911 und 1912 insgesamt zwei Länderspiele für den DFB. Er debütierte in der Nationalmannschaft am 17. Dezember 1911 in München bei einer 1:4-Niederlage gegen Ungarn. Der deutsche Angriff formierte sich dabei mit Karl Wegele, Fritz Förderer, Willi Worpitzky, Julius Hirsch und Thiel. Sein zweites und zugleich letztes Spiel im Nationaltrikot war der 16:0-Sieg gegen Russland bei den Olympischen Spielen 1912 in Stockholm, dem noch immer höchsten Sieg einer deutschen Nationalmannschaft in einem Pflichtspiel. Dem Karlsruher Torjäger Gottfried Fuchs gelangen dabei zehn Tore.

## Sonstiges
Thiel starb bereits ein Jahr später im Alter von 21 Jahren.
Im Statistikbuch von Fritz Tauber (S. 125), im Spielerlexikon (S. 390) sowie auch bei Bitter (S. 492) wird sein Tod irrtümlich auf den 10. Juli 1915 datiert.